# العرق والذكاء
كان الرابط بين العِرق والذكاء موضوعاً مثيراً للجدل في الأدبيات العلمية والبحث العلمي منذ ابتداء اختبار نسبة الذكاء ( IQ) في بداية القرن العشرين؛ وقد كان هذا الجدل متعلقاً بتفسير نتائج البحوث التي تُظهر أن الخاضعين للاختبار من الأمريكيين المعروفين بـ (البيض) يحققون درجات أعلى من الخاضعين للاختبار من أصول أفريقية. وتشير النتائج الحديثة أن الخاضعين للاختبار من أصول آسيوية يميلون لتحقيق نتائج أعلى من البيض، ولا تزال العلاقة (إن وجدت) بين اختلاف المجموعات في اختبار الذكاء والعرق غير محددة.
أظهرت اختبارات واسعة النطاق على مجندي جيش الولايات المتحدة في الحرب العالمية الأولى أن نتائج المهاجرين السود (الأفارقة)الذين لا يُجيدون اللغة الإنجليزية أقل من المواطنين الأمريكيين الأصليين (البيض)؛ وفي عشرينيات القرن العشرين، قيل أن ذلك الجدل قد أثبت أن هذه المجموعات أقل ذكاءً من البيض «الأنجلو ساكسون» وذلك بسبب الفروق البيولوجية الفطرية، وقد استُخدم هذا الجدل كحجة لصالح تأييد الهجرة والتمييز العنصري، وسرعان ما ظهرت دراسات أخرى نازعت هذه الاستنتاجات محتجَّة بأن اختبارات الجيش لم تسيطر على كافة العوامل البيئية مثل الاختلافات الأجتماعية والاقتصادية والتعليمية بين الأفارقة السود والبيض؛ وبعد هذه الفجوة بدأ الخلاف يظهر مرة أخرى في الخمسينات من القرن العشرين وأصبح جلياً وواضحاً في الستينيات من القرن نفسه عندما بدأت ادعاءات حول أن الأفارقة السود أقل ذكاءً من البيض وعندما أصبح التعليم التعويضي للأطفال الأميركيين الأفارقة نتيجةً لذلك سيئاً جداً وأطلق عليه اسم «الينسينية» تيمناً بـ (آرثر جيمس)؛ وفي عام 1994م أثبت كتاب «منعطف الجرس» بأن عدم المساواة الاجتماعية في أمريكا يمكن أن يفسر بأنه نتيجة لاختلاف نسبة الذكاء بين الجماعات والأفراد ولابد أن تكون قضيتهم حيث يحيون النقاش العام والعلمي مع قوة متجددة، وخلال المناقشات التابعة لصدور كتاب جمعية الأنثروبولوجية الأمريكية والجمعية الأمريكية النفسية (APA)والتي نشرت تصريحات رسمية بشأن هذه المسألة متشككة جدًا من بعض ادعاءات الكتاب على الرغم من أن التقرير المتعلق بالرابطة الأمريكية النفسية نادى إلى مزيد من البحوث التجريبية حول هذه القضية.
في عقود سابقة، تم نشر الكثير من الأبحاث حول العلاقات بين التأثيرات الوراثية على نسبة الذكاء ومجموعات مختلفة في الذكاء والعرق والتأثيرات البيئية على نسبة الذكاء، وكان هناك خلاف مستمر في مناقشة تعريف كل من مفهوم «العرق» ومفهوم «الذكاء»، وخاصة ما إذا كان يمكن في الواقع أن تحدد بموضوعية وعملية. في حين أثبتت العديد من العوامل البيئية تأثير المجموعات المختلفة في الذكاء، لم يثبت ذلك أنها يمكن أن تفسر التباين بأكمله. الاختلافات المتفاوتة كاملة، لكن من ناحية أخرى، لا يوجد عامل وراثي علاقة سببية مع المجموعات المختلفة في نتائج نسبة الذكاء. تطلب الملخصات الأخيرة من النقاش المزيد من البحث في هذا الموضوع لتحديد المساهمات النسبية للعوامل البيئية والوراثية في تفسير التفاوت الواضح في نسب الذكاء بين الجماعات العرقية.

## تاريخ الجدل

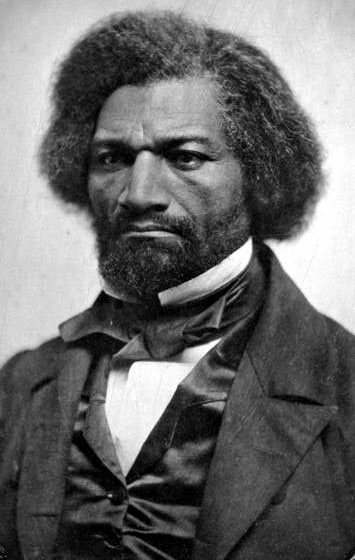
كان فريدريك دوغلاس (1817–1895) المتعلم ذاتيا والمناصر لإلغاء عقوبة الإعدام بمثابة مثال مضاد رفيع المستوى لأساطير الدونية الفكرية السوداء.

كانت لسياسات الدول مفاهيم مختلفة تُستخدم لتبرير الاستعمار، والعبودية والعنصرية، والداروينية الاجتماعية وتحديد النسل المرتبط بالعرق. واستخدمت ادعاءات الدونية الفكرية لتبرير الحروب البريطانية والحملات الاستعمارية في آسيا. اعتمد المفكرون العنصريون مثل آرثر دو غوبينو في فرنسا بشكل حاسم على افتراض أن السود كانوا أدنى بالفطرة من الأشخاص البيض في تطوير أيديولوجياتهم حول سيادة البيض. حتى مفكرو التنوير مثل توماس جفرسون، مالك العبيد، اعتقدوا أن السود أقل شأنا بالفطرة من الأشخاص البيض في اللياقة البدنية والفكر. في نفس الوقت في الولايات المتحدة، ظهرت أمثلة بارزة للعبقرية الأمريكية الأفريقية مثل التعلم الذاتي والمؤيد لإلغاء عقوبة الإعدام فريدريك دوغلاس، عالم الاجتماع الرائد دو بويز، والشاعر باول لورانس دانبار يقفان كأمثلة مضادة رفيعة المستوى للصور النمطية واسعة النطاق عن الدونية الفكرية السوداء. وفي بريطانيا، أدى الانتصار العسكري الذي حققته اليابان على روسيا في الحرب الروسية اليابانية إلى عكس الصور النمطية السلبية للدونية «الشرقية».

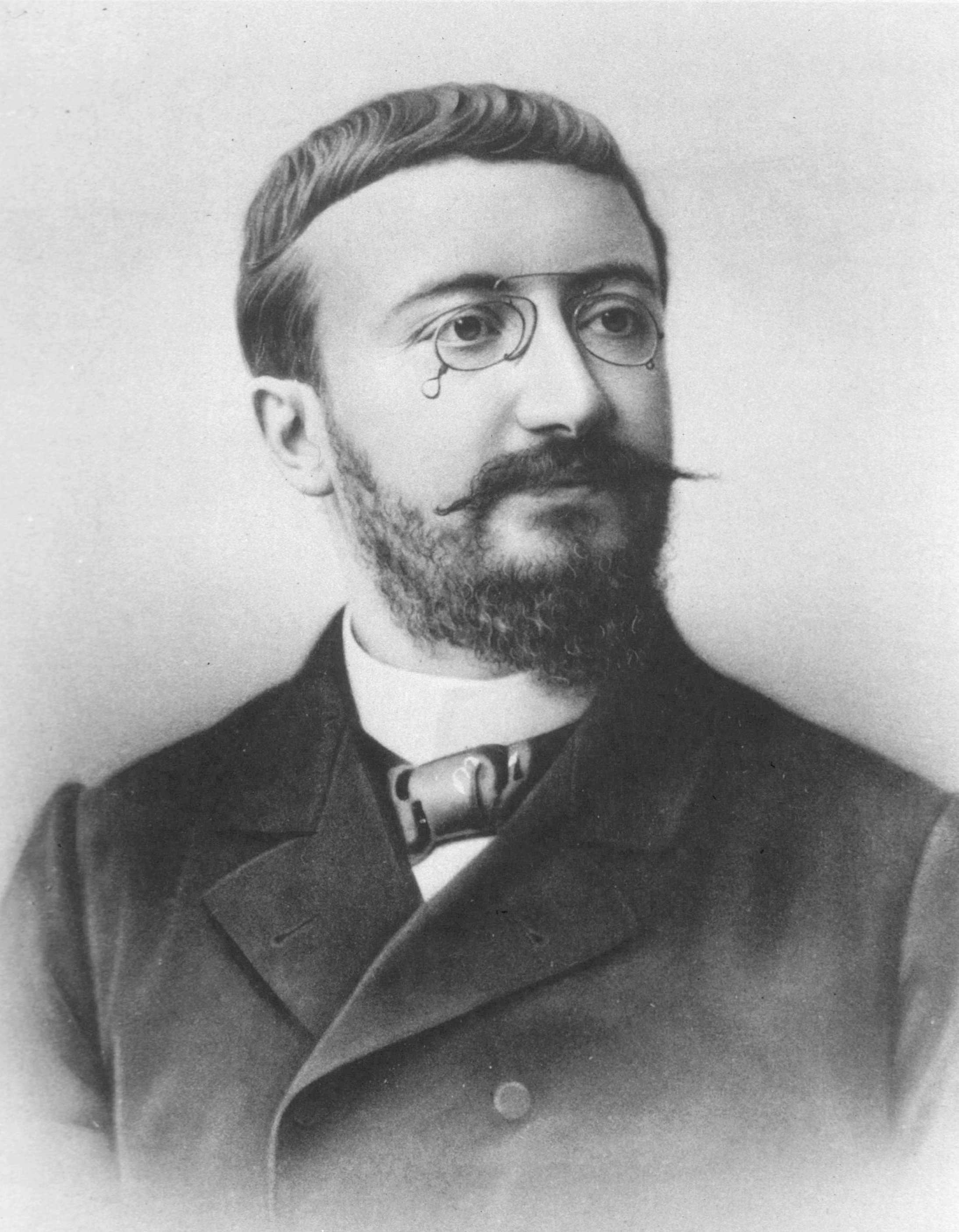
ألفريد بينيت (1857–1911)، مخترع أول اختبار ذكاء.

### اختبار الذكاء المبكر
وقد ظهر أول اختبار فعلي للذكاء،اختبار الذكاء بينيه سيمون، والذي طوره ألفريد بينيه في فرنسا بين عامي 1905 و 1908م لتحديد توجهات طلاب المدارس ولكنه نَّبه على أن نتائج اختباره لا ينبغي أن تُعتمد لقياس الذكاء الفطري أو تُستخدم لتصنيف الأفراد بشكل دائم. وقد ترجم ونقّح عالم النفس لويس ماديسون تيرمان  اختبار بينيه إلى اللغة الإنجليزية في العام 1916م، وأعلن عن وضع اختبار للذكاء تحت مسمى اختبار ستانفورد بينيه لقياس الذكاء ‏. وفي الوقت الذي أعلن تيرمان عن اختباره كان هناك اهتمام كبير في الولايات المتحدة فيما يتعلق بقدرات ومهارات المهاجرين الجدد. فالعديد من جنسيات المهاجرين المختلفة كان يُعتقد أنها تنتمي إلى سلالات وأعراق أخرى مثل السلاف (الصقالبة). واستخدمت مجموعة مختلفة من الاختبارات التي وضعها روبرت يركس لتقييم المجندين للحرب العالمية الأولى، ووجد الباحثون أن الأشخاص من جنوب وشرق أوروبا سجلوا نتائج أقل من الأميركيين أصلي المولد.:91
استخدم الجيش الأمريكي مجموعة مختلفة من الاختبارات التي طورها روبرت يركس لتقييم المجندين في الحرب العالمية الأولى. واستنادًا إلى بيانات الجيش، قام علماء النفس وعلماء تحسين النسل البارزون مثل هنري إتش غودارد، هاري إتش. لافلين، وكتب الأستاذ في جامعة برينستون  كارل بريغهام أن الناس من جنوب وشرق أوروبا كانوا أقل ذكاءً من الأمريكيين المولودين في البلاد أو المهاجرين من دول الشمال، وأن الأمريكيين السود كانوا أقل ذكاءً من الأمريكيين البيض. نشر لوبي من الناشطين المناهضين للهجرة، بما في ذلك داعية الحفاظ على البيئة ومنظر العنصرية العلمية ماديسون غرانت، النتائج على نطاق واسع الذي اعتبر ما يسمى بـ عرق الشمال متفوقًا، ولكن تحت التهديد بسبب الهجرة من قبل «السلالات الأدنى». في عمله المؤثر «دراسة الاستخبارات الأمريكية»، استخدم عالم النفس كارل بريغهام نتائج اختبارات الجيش للدفاع عن سياسة هجرة أكثر صرامة، مما يحد من الهجرة إلى البلدان التي تعتبر تنتمي إلى «العرق الشمالي».
في عشرينيات القرن الماضي سنّت ولايات مثل فرجينيا قوانين لتحسين النسل، مثل قانون السلامة العنصري الذي سن عام 1924، الذي جعل قاعدة «القطرة الواحدة» قانوناً ويقصد به أن قطرة دم واحدة لشخص أسود في شخص ما تجعله أسوداً. من ناحية أخرى، كان ردة فعل العديد من العلماء على ادعاءات اختصاصي تحسين النسل التي تربط القدرات والطابع الأخلاقي بالأصول العرقية أو الوراثية. وأشاروا إلى مساهمة البيئة في التأثير على نتائج الاختبار (مثل التحدث باللغة الإنجليزية كلغة ثانية).:163 وبحلول منتصف ثلاثينيات القرن الماضي تبنى الكثير من علماء النفس في الولايات المتحدة الأمريكية النظرة التي تقول أن العوامل البيئية والثقافية تلعب دوراً مهيمناً في نتائج اختبار الذكاء. وقد تأثرت مناقشة هذه المسألة في الولايات المتحدة بمطالبات النازية الألمانية بما يسمونه «العرق السيد».
أثرت المناقشات حول هذه القضية في الولايات المتحدة، وخاصة في كتابات ماديسون جرانت، على ادعاءات الألمان النازية بأن «الشماليون» كانوا «عرق السادة»ومع تحول المشاعر العامة الأمريكية ضد الألمان، أصبحت الادعاءات بوجود اختلافات عنصرية في الذكاء تعتبر على نحو متزايد بمثابة إشكالية. علماء الأنثروبولوجيا مثل فرانز بواس، روث بندكت، و جين ويلتفيش فعلوا الكثير لإثبات أن الادعاءات حول التسلسل الهرمي العنصري للذكاء كانت غير علمية. ومع ذلك، استمر لوبي تحسين النسل والفصل العنصري، الممول إلى حد كبير من قبل قطب النسيج ويكليف دريبر، في استخدام دراسات الذكاء كحجة لصالح تحسين النسل، والفصل العنصري، وتشريعات مكافحة الهجرة.

### صندوق بايونير ومنحنى الجرس
مع اكتساب إلغاء الفصل العنصري في الجنوب الأمريكي زخمًا في الخمسينيات من القرن الماضي، عاد الجدل حول الاستخبارات السوداء إلى الظهور.نشرت أودري شوي، بتمويل من صندوق بايونير التابع لدريبر، تحليلًا جديدًا لاختبارات يركس، وخلصت إلى أن السود كانوا حقًا أقل ذكاءً من البيض. استخدم دعاة الفصل العنصري هذه الدراسة للقول بأنه من مصلحة الأطفال السود أن يتعلموا بشكل منفصل عن الأطفال البيض المتفوقين.
في الستينيات، تم إحياء النقاش عندما دافع وليام شوكلي علنًا عن وجهة النظر القائلة بأن الأطفال السود غير قادرين بالفطرة على التعلم مثل الأطفال البيض. أعرب آرثر جنسن عن آراء مماثلة في مقالته «مراجعة هارفارد التعليمية» بعنوان «إلى أي مدى يمكننا تعزيز معدل الذكاء والتحصيل الدراسي؟»، والذي شكك في قيمة التعليم التعويضي  للأطفال الأمريكيين من أصل أفريقي. وأشار إلى أن الأداء التعليمي الضعيف في مثل هذه الحالات يعكس سببًا وراثيًا أساسيًا وليس نقص التحفيز في المنزل أو عوامل بيئية أخرى.:79–80
وقد عاد النقاش العام من جديد بعد ظهور «منحنى الجرس» في عام 1994 وهو كتاب لريتشارد هيرنشتاين وتشارلز موراي واللذان أكدا بقوة على التأثيرات المجتمعية لانخفاض معدل الذكاء . وفي عام 1994 وقَّعت مجموعة مكونة من 52 باحثًا بيانًا افتتاحيًا «العلم السائد في الذكاء» ردًا على الكتاب «منحنى الجرس»، كما أدى الكتاب أيضا إلى نشر تقرير عام 1995 من جمعية علم النفس الأمريكية «الذكاء: المعروف والمجهول» يُقر بوجود فرق في متوسط درجات معدل الذكاء بين البيض والسود فضلًا عن غياب أي تفسير كاف لذلك سواءً كان بيئيًا أم وراثيًا، وقد كان «منحنى الجرس» دافعاً إلى نشر العديد من الكتب التي شارك فيها عدة مؤلفين ليردوا من وجهات نظر مختلفة. وهي تضم مناقشة منحنى الجرس (1995) و عدم المساواة بالتصميم: كسر أسطورة منحنى (1996) والطبعة الثانية من سوء قياس الإنسان (1996) من تأليف ستيفن جاي غولد. آخر منشور لجنسن بطول كتاب، تم نشر العامل g: علم القدرة العقلية بعد بضع سنوات في عام 1998.
نشرت مقالة مراجعة بعنوان "ثلاثين عام من الأبحاث حول اختلافات الأعراق في القدرة المعرفية" بواسطة فيليب راشتون وجينسن في عام 2005. اتُّبعت المقالة بسلسلة من الردود، البعض منها كان داعم، والبعض كان ناقد. ريتشارد يوجين نيسبيت، هو عالم نفس آخر كان قد علق أيضاً في هذا الوقت، شمل في وقت لاحق نسخة مضخمة (مقوّاة؟) من نقده في جزء من كتاب يدعى "الذكاء وكيفية اكتسابه: سبب أهمية المدارس والثقافات (لماذا المدارس والثقافات مهمة) (2009).:209–36 في عام 2010 أصدر رشتون وجنسن ردًا دقيقا لهذا منذ ذلك الحين. وفي عام 2012 تم نشر مقالة مراجعية فهمية (كاملة؟) عن الموضوع في مجلة عالم النفس الأمريكي.
بعض المؤلفين المقترحين تفسيرات جينية لاختلافات المجموعات قد استلموا تمويلاً من بيونير فند التي ترأسها رشتون حتى وفاته سنة 2012.

 صنف المركز القانوني الجنوبي للفقر بيونير فند كمجموعة كارهة، مستشهدين بتاريخ بيونير فند، وتمويلهم لأبحاث الأعراق والذكاء، وروابطهم بأفراد عنصريين. من الناحية الأخرى، كتب ألريك نيسر أن بيونير قد دعمت أحياناً بحوثاً مفيدة-بحوثا لو كانت في أوضاع مختلفة كان من الممكن أن لا يتم العمل عليها على الإطلاق. انتقد باحثون آخرون بيونير فند لتشجيع العنصرية العلمية، وعلم تحسين النسل وسيادة البيض.:18
:81

## أخلاقيات البحوث
علق تقرير جمعية علم النفس الأمريكية(APA)عام 1996م على أخلاقيات البحث في العرق والذكاء، وتناقش غراي وطومسون في عام 2004م وكذلك هانت وكارلسون في عام 2007م حول اختلاف مبادئ التوجيهات الأخلاقية الممكنة، وكتب المحرران ستيفن روز  وستيفن ج. سيسي وويندي م. وليام  من مجلة نيتشر حول أخلاقيات البحث في العرق والذكاء. ووفقًا للنقاد فإن الدراسة التي تهدف لمعرفة الفروق الفردية في اختبارات الذكاء لها آثار سلبية في المعتقدات الاجتماعية والتي كان لها ما يبررها جزئياً في ادعائها بالاختلافات العرقية الوراثية، وحاول ستيفن روز الحفاظ على تاريخ علم تحسين النسل جاعلاً هذا المجال من البحوث التي يصعب التوفيق فيها مع المعايير الأخلاقية الحالية للعلوم.
و تقول ليندا غتفريدسون بأن اقتراح المعايير الأخلاقية العليا للبحث في اختلافات المجموعة في الذكاء هو كيل بمكيالين من أجل إضعاف النتائج غير المرغوبة، وجادل جيمس فلين حول وجود حظر على البحوث في الأفكار غير المقنعة، وأن لكثير من الأبحاث القيمة حول اختبارات الذكاء  لم تكن لتحدث.

## حقيقة العرق ونسبة الذكاء

### الذكاء واختباراته
إن مفهوم الذكاء ودرجة قياسه هي مادةٌ للنقاش، وبينما يوجد في العلم الغربي توافق عام في الآراء حول كيفية تعريف الذكاء، إلا أن تعريف الذكاء كأمرٍ يمكن قياسه بشيءٍ محدد لم يحظَ بالقبول عالمياً [31]
و بناءً على الانتقادات المتكررة المشيرة إلى اختلافات القيمة بين الشعوب واختلاف تعزيزها لأنواع مختلفة من المهارات، فإن مفهوم الذكاء مختلف ثقافياً ولا يمكن قياسه بنفس المعايير في مختلف المجتمعات [31]
وبناءً على ذلك، فإنه من المثير لجدل بعض العلماء بأن اقتراح العلاقات للمتغيرات الأخرى هي بالضرورة مؤقتةً مبدئية [32]
مفهوم أن العرق على أساس بيولوجي له اعتبار في التحليل هو أيضًا موضع نزاع حاد.[33] تنص مقالات في موسوعة بريتانيكا وموسوعة السلالة والعرق والمجتمع على أن المنظور العام هو أن العرق عبارة عن منشأة اجتماعية قائمة ليست على اختلافات بيولوجية فعلية فحسب، ولكن أيضاً على الأيديلوجيات القومية والاجتماعية التي تبني المجموعات استناداً على التفاوتات الاجتماعية والخصائص الجسمانية الظاهرة.[34][35]
صرح ستيرنبرغ وقريقورنكو وكيد عام (2005) على أن «العرق هو مفهوم مبني اجتماعياً، وليس بيولوجياً، إنما هو ينتج عن رغبة الناس في التصنيف.»[32]. مفهوم «الأعراق» البشرية على أنها انقسامات طبيعية ومستقلة في البشر كان أيضاً مفهوماً مرفوضاً من قبل الجمعية الأمريكية للأنثروبيولوجيا. الموقف الرسمي للجمعية، المتبنى في عام (1998), يكتشف على أن التطورات العلمية جعلت الأمر «واضحاُ على أن المجموعات البشرية مبهمة، وغير واضحة الحدود كمجموعات بيولوجية مختلفة وأن أي محاولة لوضع خطوط فارقة بين المجموعات البيولوجية هو أمر تعسفي وغير موضوعي».[28]
البعض جادل على أن هذا المنظور محصور على مجالات محددة. أما في مجالات أخرى فإن العرق ما زال يُرى على أنه باب تصنيف بيولوجي صحيح.[36]
يتم تحديد العرق في دراسات الذكاء البشري من خلال التقارير الذاتية، وليس على أساس تحاليل الخصائص الوراثية للأفراد الذين تم اختبارهم. وفقا لعالم النفس ديفيد رو، يعتبر التقرير الذاتي الأسلوب الأنسب
للتصنيف العرقي في دراسات الاختلافات العرقية لأن التصنيف على أساس الدلالات الوراثية وحدها يلغي «المتغيرات الثقافية والسلوكية والاجتماعية والنفسية والوبائية» التي بدورها تميز الجماعات العرقية.
[37] كتب هانت وكارلسون بأنه «على الرغم من ذلك، فأن التحديد الذاتي للهوية يعتبر دليل موثوق للتركيب الجيني» طبق تانغ ايت ال في (2005) مجموعة من التقنيات الدقيقة لفرز الدلالات الجينية لأكثر من
3,600 شخص في الولايات المتحدة وتايوان إلى أربع مجموعات. وكان هنالك تشابه كبير بين الفرز الناتج من مهمات التجميع هذه والتقارير الذاتية للأفراد لتحديد الهوية العرقية للأشخاص كبيض أو سود أو شرق آسيويين أو لاتينين [23]"اختلف ستيرنبرغ وقريقورنكو مع هانت وكارلسون في تفسير تانغ إذ أن " وجهة نظر تانغ كانت تعني أن الأصول الجغرافية القديمة متعلقة بتحديد الهوية الذاتية بدلاً من مكان الإقامة الحالية وأن الهوية الذاتية لا توفر دليلاً على وجود العرقية البيولوجية."[38]
إن الأفكار التي تعنى بالتحليل العنقودي والارتباط بين العرق الإنساني بذاته والأصل الجيني تدعم وجهة النظر القائلة بأن العرق كأساس بيولوجي تم نقضها من قبل (لورينج بريز) [39]والأخصائي في علم الوراثة (جوزين قريفز)[40 حيث ناقشا على احتمالية إيجاد تباين بيولوجي وجيني متماثل أقرب ما يكون إلى مجموعات معرفة طبيعيا كأصول وهذا أمر صائب عند الأغلبية السكانية الجغرافية، فالتركيبة العنقودية للبيانات الجينية مستندة على فرضية أولوية للباحث في هذا المجال وعلى العينات السكانية، فعند أخذ إحدى العينات لمجموعات قارية ستصبح العناقيد قارية، ولو اختيرت أنماط من عينات أخرى للعنقود ستكون مختلفة (كابلان 2011). لذلك تستغل هذه الاختلافات على وجه الخصوص في ترددات جينية يمكن استخدامها لتعريف السكان بتماثل الفئات الجينية الشائعة في خطاب المجتمع الغربي، فالاختلافات لا تعدو أن تكون دلالة بيولوجية أكثر منها اختلافات موجودة بين الشعوب وعلى سبيل المثال. التماثل الجيني بين الشعبين الإسباني والبرتغالي
يقر إيرل هانت أن التصنيفات العرقية تعرف عن طريق المواثيق الاجتماعية رغم أنه أشار إلى أنها كذلك ترتبط بمجموعة من كلَا الخصائص الجينية والثقافية، ويوضح هانت أنه نتيجة لهذا فإن سبب اختلافات اختبار الذكاء العرقية هو هذه المتغيرات التي ترتبط بالعرق، كما أن العرق نفسه نادراً ما يكون كمتغير عرضي أو طارئ. والباحثون الذين درسوا التفاوتات العرقية في نتائج الاختبار قاموا كذلك بفحص العلاقة بين النتائج والعوامل العديدة المتعلقة بالعرق والتي من المحتمل أن تؤثر في الأداء، هذه العوامل تتضمن الصحة والثروة والاختلافات البيولوجية والتعليم [41]

## الاختلافات بين المجموعات
أوجز هنت وكارلسون أربع مواقف حديثة حول الفروق في الذكاء على أساس العرق أو أاصل. الأول أن هذه تعكس اختلافات في متوسط ذكاء المجموعة والذي ينجم عن مزيج من العوامل البيئية والاختلافات الوراثية في وظيفة الدماغ. الموقف الثاني هو أن الاختلافات في متوسط القدرة المعرفية بين الأجناس هي سببها بالكامل العوامل الاجتماعية و/أو العوامل البيئية. الثالث يذهب إلى أن الاختلافات في متوسط القدرة المعرفية بين الأجناس ل اوجود لها وأن الاختلافات في متوسط درجات الاختبار هي نتيجة للاستخدام غير الملائم للاختبارات نفسها. أخيرًا، الموقف الرابع هو أن أياً من مفاهيم العرق والذكاء العام أو كليهما بنيت على نحو رديء وبالتالي أي مقارنات بين الأجناس لامعنى لها
ML16
درجات الاختبارات في الولايات المتحدة
كتب روشتون وجنسن (2005) أن تحديد هوية الأشخاص البيض والسود كان موضوعًا لعدد كبير من الدراسات في الولايات المتحدة. وذكرا بأن فرق نسبة الذكاء بين البيض والسود يبلغ حوالي 15 إلى 18 نقطة أو الانحراف المعياري له يساوي 1 إلى 1.1، مما يعني أن حوالي 11 إلى 16 من نسبة السكان السود تبلغ نسبة الذكاء لديهم فوق 100(المتوسط العام لعدد السكان). ويبدو فرق نسبة الذكاء بين البيض والسود كبيراً في عناصر اختبارات نسبة الذكاء التي تسعى لتمثيل عامل الذكاء العام. وقد أعطى التقرير الذي صدر عام 1996 عن جمعية علم النفس الأمريكية «الذكاء: معلوم ومجهول» والبيان الافتتاحي «العلم السائد للذكاء» تقديرات مشابهة قليلاً أو كثيراً. وجد روث وآخرون (2001) في استعراضهم لنتائج اختبارات القدرة المعرفية أو الكفاءة ل6,246,729 مشاركا فرقًا في نتائج نسبة الذكاء الرئيسي بين البيض والسود من 1.1اس دي. كما ظهرت نتائج متسقة في اختبارات الالتحاق بالجامعة والكلية مثل اختبار الكفاءة الدراسية (وعددهم 2.4 مليون) واختبار تقييم الخريجين (وعددهم 2.3 مليون) بالإضافة إلى اختبارات طالبي الوظيفة من أقسام الشركات (وعددهم نصف مليون) والعسكرية (وعددهم 0.4 مليون).
قدرت دراسة قام بها ديكنز وفلين في العام 2006 م بأن الاختلاف بين عشرات السود والبيض أغلق بمعدل ذكاء 5 أو 6 نقاط بين العامين 1972 م و 2002 م مسجلاً بذلك انخفاضاً إلى قرابة الثلث . على أي حال كانت تلك الدراسة بمثابة التحدي بين روشتون وجنسن اللذين زعموا باستقرار تلك النتائج .
في دراسة قام بها موراي عام 2006 م اتفق فيها مع نتائج دراسة كل من ديكنز وفاين في أن هناك نسبة لتقليص الاختلافات بمعدل الذكاء (حيث اتفق ديكنز وفاين بدراستهما إلى انخفاض معدل الذكاء بنسبة تتراوح مابين 3 إلى 6 نقاط من أصل 16 إلى 18 نقطة) بالرغم من مثالية نقطة البدء.
لكنه اختلف معهم بأن الدراسة توقفت ولم يكن هناك مصداقية أو عدل لتضييق وحصر مجال الدراسة على الأفراد اللذين ولدوا قبل السبعينات ولم يكن لمن ولد بعد السبعينات نصيب في تلك الدراسة .
موراي توصل لنفس النتائج في العام 2007 م .
تعتبر توزيعات معدل الذكاء من المجموعات العرقية والإثنية الأخرى في الولايات المتحدة الأقل دراسة وذكرت الاحصائيات عام (1994) أن متوسط معدل الذكاء من الأميركيين الأفارقة كانت 85، 89 الاتنيون البيض 103، 106 السويون الشرقيون واليهود 113يسجل الآسيويون أعلى نسبة في التركيز البصري من الاختبارات الفرعية اللفظية، تم اختبارعدد قليل من سكان الهنود الأمريكيين بصورة منهجية بما في ذلك السكان الأصليين في القطب الشمالي سجلوا أسوأ من المتوسط مقارنة بالسكان البيض ولكن أفضل من المتوسط مقارنة بالسكان السود. [44]
دراسة المجموعات العرقية في الولايات المتحدة وأوروبا ليست بالضرورة عينات نموذجية للسكان لأجزاء العالم ألأخرى . قد تكون الاختلافات الثقافية عاملاً أيضاً في أداء اختبار الذكاء والنتائج. ولذلك النتائج في الولايات المتحدة وأوروبا ليس بالضرورة ان تتطابق لنتائج غيرهم من السكان. [49]
المقال الرئيسي: ظاهرة فلين Flynn effect
وحتى الآونة الأخيرة كانت الأسس القوية في اختبارات نسبة الذكاء ترتفع في جميع أنحاء العالم لمدة قرن. ويعرف ازدياد الأسس بـ«ظاهرة فلين» تيمناً بـ جيم فلين الذي عمل جاهداً لتوثيقها وتعزيز الوعي لآثارها؛ وفي الولايات المتحدة كان الازدياد مستمراً وكان تقريباً خطياً وذلك من الأعوام الأولى للاختبار إلى عام 1998م تقريباً، وعلى سبيل المثال في الولايات المتحدة قد كان معدل درجات الزنوج في بعض اختبارات قياس نسبة الذكاء لعام 1995م هي نفسها الدرجات للمختبرين ذوي البشرة البيضاء في عام 1945م.[50]
ولخص المؤلفان تي نيجينهويس (Te Nijenhuis) وفان دير فلير (van der Flier) (2013) في مافوق تحليل الأنظمة في 5 أوراق أن ظاهرة فلين ومجموعة الاختلافات في الذكاء لها أسباب مختلفة. وصرحا بأن ظاهرة فلين قد تسببت بواسطة عوامل بيئية ونفسها تلك العوامل تلعب دورًا هامًا في شرح مجموعة اختلافات في نسبة الذكاء [51].

## سد التفاوت
أظهرت دراسات بأن تفاوت الدرجات بين الأفارقة الأمريكيين والبيض الغير لاتينيين قد تضاءلت إلى حد كبير في الفترة ما
بين عام 1972م إلى 2002م، ووفقاً لدراسة ديكينز وفلين فقد تضاءلت مع ما يقارب 6 نقاط من حجم مايقارب 15 نقطة إلى ما يقارب 9 نقاط في هذه الفترة[52]؛ وفي نفس الفترة كان اختلاف التحصيل العلمي قد ضعف أيضاً.[53] باستخدام مجموعة بيانات مختلفة، جادل تشارلز موراي لنفس الفترة التي ظلت فيها نسبة الذكاء مستقرة[54]؛ وقد وجدت مراجعة حديثة لأادب أن فجوة نسبة الذكاء (IQ) قد تضاءلت بنسبة 0.33 الانحراف المعياري منذ أن ذُكرت أول مرة[55].

## الأسباب البيئية المحتملة
بعض العوامل البيئية التالية هي بعض من تلك المقترحة مفسرة جزء من الاختلافات في معدل نسبة الذكاء بين الأجناس. وتلك العوامل لا تتبادل بشكل استثنائي مع بعضها البعض، وإنما في الحقيقة قد تساهم بشكل مباشر مع العوامل الأخرى. وعلاوة على ذلك فإن العلاقة بين علم الوراثة والعوامل البيئية قد تكون معقدة. فعلى سبيل المثال، الاختلافات في البيئة الاجتماعية الاقتصادية لطفل قد تكون بسبب الاختلافات في نسبة الذكاء الوراثية للوالدين،[42] والاختلافات في متوسط حجم الدماغ بين الأجناس قد تكون نتيجة للعوامل الغذائية.[56]

## تحيز الاختبارات
توصلت عدد من الدراسات إلى أن اختبارات الذكاء قد تكون متحيزة ضد فئات معينة. [57][58][59][60] صدق وثبات درجات معدل الذكاء التي تم الحصول عليها من خارج الولايات المتحدة وأوروبا مشكوك فيها، ويرجع ذلك لصعوبة الملازمة في مقارنة درجات معدل الذكاء بين الثقافات. [61][62] وقد جادل العديد من الباحثين على أن الاختلافات الثقافية تحد من مدى ملاءمة معايير اختبارات الذكاء في المجتمعات غير الصناعية. [63][64] في منتصف 1970، على سبيل المثال، استنتج الدكتور السوفيتي في علم النفس الكسندر لوريا أنه من المستحيل تصميم اختبارات تحديد مستوى الذكاء لتقييم المجتمعات الريفية في روسيا بسبب كون التصنيف مخالف لطريقة تفكيرهم. [65] تقرير عام 1996 من قبل جمعية علم النفس الأمريكية والتي ترأست عدة دراسات تُظهر أن الاختلافات في متوسط درجات معدل الذكاء ليست كبيرة نظرا للانحياز في المحتوى أو في إدارة اختبارات الذكاء. وعلاوة على ذلك، فأن الاختبارات صالحة على حد سواء للتنبؤ بتحقيق المستقبل للأمريكين البيض والسود. [42] دُعم هذا الرأي من قبل نيكولاس ماكينتوش في كتابه (تحصيل الذكاء والذكاء البشري) عام 1998،[66] ومن خلال النشرة الأدبية (رينولدز وويتاكر) عام 1999 لبراون. [67]

## تهديد الصورة النمطية
المقالة الأصلية: تهديد الصورة النمطية
تهديد الصورة النمطية هو الخوف من أن سلوك الفرد سوف يؤكد وجود الصورة النمطية للمجموعة حسب تعريف الفرد أو تحديده، هذا الخوف قد يؤدي بدوره إلى وجود ضعف الأداء.(68)
في حالات الاختبار التي تسلط الضوء على حقيقة أن الذكاء الذي يجري قياسه تميل إلى خفض درجات الأفراد من المجموعات العرقية/الاثنية والذين سجلوا بالفعل انخفاضاً في المتوسط أو من المتوقع أن يسجلوا انخفاضَا.
ظروف تهديد الصورة النمطية تسبب اختلافاً أكبر من المتوقع في قياس الذكاء بين المجموعات.(69)
البيئة الاجتماعية الاقتصادية
وفقاً لتقارير APA عن العمل القسري في عام 1996، الحالة الاجتماعية والاقتصادية SES لم تستطع حصر كل الملاحظات عن الجماعات المختلفة عرقياً في معامل الذكاء في أمريكا. أول سبب لهذا الاستنتاج كان أن الاختلاف في متوسط النتائج للبيض والسود لم تشطب عندما كانت المجموعات والأفراد تتنافس في SES. ثانياً، باستثناء الوضع الاجتماعي الصارم، التغذية والعوامل البيلوجية والتي تتفاوت في SES أظهرت تأثيراً قليلاً في اختبار الذكاء. ثالثاً، العلاقة بين معامل الذكاء و SES ليست شيئاً سهلاً والتي تحدد فيها SES اختبار الذكاء، لكن الاختلاف في الذكاء وخصوصاً الذكاء الوالدي، أيضاً سبب الاختلافات في SES ، جعل الفصل بين العوامل صعباً.[42] تبني البحث أظهر أن تجربة تبني أطفال من الطبقة الوسطى في منازل من الطبقة العليا أكسبهم من 12-18 نقطة في معامل الذكاء.[55]
وجد فراير وليفيت في عام 2006 في الأبحاث بأن الأطفال الذين تتراوح أعمارهم بين الثمانية إلى الثانية عشرة شهراً، تكون الاختلافات بينهم قليلة (البيض والسود) لكن سرعان ما يتلاشى حال تضمين مجموعة محددة من الضوابط بما في ذلك الحالة الاجتماعية الاقتصادية.[70] حاول فلين البرهنة بأن الفجوة بين البيض والسود في الولايات المتحدة بدأت بالظهور تدريجياً، الذي يوحي بأن هنالك أسباب بيئية؛ بعد عشرة أشهر من العمر، سيكون المعدل المتوسط بنحو نقطة واحدة إلى الوراء، وفي عمر الرابعة، بحوالي 4.6 نقطة إلى الوراء، وفي عمر الرابعة والعشرون، الفجوة ستصبح 16.6 نقطة. قد تكون الجينات السبب في ذلك، ولكن بمعدل ثابت بعد سن الرابعة (بمعدل خسارة 0.6 نقطة كل عام) مما يوحي بالعكس، لأن الوراثة تقود للاختلافات كاختلاف الأطوال بين الذكور والإناث في عمر معين.[71][non-primary source needed] يقول راشتون وجنسن أن اختبار الذكاء بين البيض والسود فيه انحراف معياري واحد موجود في سن الثالثة ولا يتغير بعد ذلك بشكل كبير.[11] يقول موراي أن للوراثة تأثير في زيادة الذكاء مع تقدم العمر وهو ما انعكس في زيادة معدل الذكاء العنصري تدريجيا.

## الصحة والتغذية
العوامل البيئية والتي تتضمن: التعرض للرصاص [73], الرضاعة الطبيعية [75] والتغذية [76][77] يمكن أن تؤثر تأثيراً ملحوظاً على التطور المعرفي والعملي. على سبيل المثال: نقص اليود يتسبب في انخفاض بمعدل 12 نقطة في مستوى الذكاء IQ .[78]
في بعض الأحيان قد يكون هذا الضعف أو القصور مزمناً وفي أحيان أخرى يكون عارضاً ومؤقتاً يمكن تعويضه خلال فترة النمو لاحقاً .
تُعتبر السنتين الأولى في حياة الإنسان وقتاً حرجاً بالنسبة لسوء التغذية، إذ إن بعض مضاعفاتها وعواقبها لايمكن علاجها ويشمل ذلك ضعفاً في التطور المعرفي، وفي التعليم، وفي الإنتاجية الاقتصادية المستقبلية[79] وحسبما تقول الإحصاءات فإن السكان الأمريكيين من أصل إفريقي في الولايات المتحدة الأمريكية، أكثر عرضةً للعديد من العوامل البيئية الضارة مثل الأحياء والمدارس الفقيرة، سوء التغذية والرعاية الصحية قبل الولادة وبعدها [80][81]
نص اجتماع كوبنهاغن عام 2004م أن نقص اليود والحديد هو المتسبب في إضعاف نمو الدماغ، وأن هذا النقص يؤثر على أعداد هائلة من البشر. تشير الإحصاءات إلى أن ثلث سكان العالم يعانون من نقص اليود، وتذكر الإحصاءات كذلك أن 40% من أطفال الدول النامية الذين هم بعمر أربع سنوات ومادون يعانون من فقر الدم بسبب نقص الحديد في وجباتهم الغذائية [82]اكتشف علماء آخرون أن معايير التغذية له أثر الكبير على معدل ذكاء السكان. وأن تأثير «فلين» إنما هو ناتج عن زيادة معايير التغذية حول العالم [83] قد عارض جيمس فلين نفسه هذا الرأي [84]
جادل إيبيج، فينشر، وثورنهل (2010)، "من وجهة نظر علم الطاقة، أن إنساناً في حالة التطور سيجد صعوبة في بناء عقله ومقاومة الأمراض المعدية في نفس الوقت، لأن كلاهما أعمال أيضية مكلفة", وأن الاختلافات في انتشار الأمراض المعدية (مثل الملاريا) قد تكون تفسيراً مهماً في درجة الـIQ بين مناطق مختلفة في العالم.[85] وقد اختبروا فرضيات أخرى أيضاً، التفسير الوراثي، واستنتجوا "أن الأمراض المعدية "هي أفضل منبئ".[86] أعاد كريستوفر هاسال وثوماس شيرات التحليل، واستنتجوا ان الأمراض المعدية قد تكون المنبئ الحقيقي الوحيد لمتوسط الـIQ في الشعب.[86]
من أجل تقليص تأثيرات التعليم على الـIQ, فإن إيبيج، فينشر، وثورنهل (2010) أعادوا تحاليلهم عبر الولايات المتحدة حيث يوجد تعليم موحد وإجباري.[86] الارتباط بين الأمراض المعدية ومتوسط الـIQ تم تأكيده، وقد استنتجوا أن «الدلائل تقترح أن الأمراض المعدية هي سبب رئيسي في الاختلاف العالمي في ذكاء الإنسان».[86]

## التعليم
اقترحت دراسات عديدة أن جزءً كبيرًا من الفجوة يعود إلى الفرق في جودة التعليم. [87] التفرقة العنصرية في التعليم هي سبب محتمل للفرق في جودة التعليم بين الأعراق.[88] وفقاً لدراسة أعدها كلاً من هالا إلهاوريس ووكاجندو مطوع ونجم الدين الشيخ وبولين هولووي فإن قرارات المعلمين لإحالة الطلاب للمشاركة في البرامج التعليمية للطلاب الموهوبين تتأثر جزئياً بأعراق الطلاب. [89]
المشروع الأبجدي للتدخل المبكر هو مشروع تعليمي مكثف للأطفال في سن مبكر أدى إلى ارتفاع نسبة الذكاء بمعدل 4,4 نقطة في الأطفال ذو أصل أفريقي المشاركين في البرنامج مقارنة بالضوابط. [75] يتفق آرثر جنسن بأن المشروع الأبجدي يدل على تأثيرالتعليم الواضح على نسبة الذكاء، ولكن بالرغم من ذلك فإنه لا يوجد برنامج تعليمي قادر على أن يسد الفجوة بين فرق مستوى الذكاء بين العرقين الأبيض والأفريقي بأكثر من الثلث، ومن غير المحتمل أن يكون هذا الفرق التعليمي المسبب الوحيد له. [90]
ناقش كل من راشتون وجنسن أن المتابعة طويلة الأمد لبرنامج (Head Start) أوجدت مكاسب فورية عظيمة لكل من السود والبيض. فقد السود عاجلاً تلك المكاسب بينما بقي بعضها للبيض. قالا أيضاً بأن التدخلات التعليمية الأكثر كثافة والأطول أمداً لم تنتج تأثيرات ملموسة على معدل الذكاء أو على الأداء المدرسي. يذكر نيسبت أنهم تجاهلوا الدراسات كدراسة كامبل ورامي عام (1994) والتي أثبتت أنه في عمر الثانية عشرة فإن 87% من الأطفال السود الذين تعرضوا لتدخلات كانت معدلات ذكائهم في المعدل الطبيعي (أكثر من 85) مقارنة ب 56% من الذين خضعوا للفحص. وأن أياً من الأطفال المتعرضين للتدخل لم يكونوا معاقين مقارنة ب 7% من الذين خضعوا للفحص. وقد أظهرت برامج التدخل المبكر الأخرى تأثيرات على معدل الذكاء في مابين 4-5 نقاط، والتي تستمر على الأقل حتى سن 8-15 كانت التأثيرات على التحصيل الدراسي أيضا مثبتة. يناقش نيسبت أيضا أن تأثير التدخل لا يقتصر تأيثره على من هم في في سن مبكرة فقط، فهو ينقل عن دراسات أخرى تقول بأن التدخل الناجح يمكن أن يحدث من مرحلة الطفولة إلى الكلية. [91]

## الطائفة -مثل الأقليات
أظهرت العديد من الدراسات أن الأقليات المحرومة بشكل منتظم مثل أقلية الأمريكيين من أصل أفريقي في الولايات المتحدة، عادة ما يكون لديهم أداء أقل في النظام التعليمي وفي اختبارات الذكاء من المجموعات التي تشكل أغلبية أو الأقليات الأقل حرمانًا، مثل المهاجرين والأقليات «الطوعية». وقد يكون تفسير هذه النتائج أن الأطفال من الأقليات وبسبب القيود النظامية التي تحد من فرصهم في التقدم الاجتماعي فإنهم لايملكون «بذلاً للتفاؤل» أي أنهم لا يملكون الثقة التي يقدرها أغلبية المجتمع مثل تلك المهارات التي يمكن قياسها باختبارات الذكاء والتي تستحق اهتمام الأغلبية. حتى أن هذه الطوائف قد رفضت عمدًا بعض السلوكيات التي ينظر إليها على أنها «تصرفات للبيض».
تمت مناقشة هذه الدراسة أيضًا في كتاب صدر في 1996م بعنوان (اللامساواة في التصميم: كسر أسطورة جرس المنحنى) وجادل فيه المؤلفون أن انخفاض مستوى الذكاء ليس له علاقة بمستوى المعيشة المتدني للأقليات العرقية والإثنية، وعلى العكس فإن مستوى المعيشة المتدني هو ما يؤدي إلى حصولهم على نتائج متدنية في اختبارات الذكاء. وكمثال على ذلك ذكروا أن كون المرء يهوديًا في بداية القرن العشرين في الولايات المتحدة ارتبط بتحقيقه نتائج متدنية في اختبارات الذكاء، ولإثبات هذا الادعاء عرض الكتاب جدولاً لمقارنة الحالة الاجتماعية أو مكانة الطبقة الاجتماعية مع نتائج الاختبار وبين معايير النجاح في عدة دول حول العالم. تضمنت الأمثلة المطروحة الكوريين والبيروفيين والبرازيليين المقيمين في اليابان وكذلك البوراكومين في اليابان وسكان أستراليا الأصليين والروما (الغجر) في تشيكوسلوفاكيا، شعب الماوري في نيوزيلندا، البرازيليين من أصل أفريقي وسكان البرازيل الأصليين، شعب الباردو وسكان الريف المبعدين (وعلى سبيل المثال لا الحصر سكان شمالي شرق العاصمة برازيليا وساوباولو وريو دي جانيرو الذين يسكنون في المناطق المتحضرة والمتضمنة الأقليات من أصل أوروبي) في البرازيل والأفارقة في جنوب أفريقيا، الكاثوليك في أيرلندا الشمالية والإيرلنديين والإسكتلنديين في بريطانيا العظمى والعرب واليهود السفارديون في إسرائيل وجماعات الداليت من الطبقة المتدنية وأبناء القبائل في الهند. بالرغم من ذلك فقد لاحظ المؤلفون أن هذه المقارنات التي قاموا بوضعها على القائمة لا تمثل نتائج كل ما له صلة بهذا البحث وأن تلك الدراسات تظهر أحيانًا نتائج متفاوتة حيث أن الاختبارات والإجراءات تختلف كثيرًا من دراسة إلى أخرى وليس هناك طريقة سهلة لمقارنة حجم الاختلافات للمجموعة. أما فيما يتعلق بالعرب في إسرائيل كمثال يستند على التقارير الإخبارية ففي العام 1992م كان 26% من الطلاب اليهود في الثانوية العامة، أغلبهم من اليهود الاشكناز، تجاوزوا اختبار الحصول على الشهادة بنسبة أعلى بمقدار 15% من الطلاب العرب [95]. ذكر عالم النفس ستيفن جاي جولد أيضاً في كتابه (سوء قياس الإنسان) عن أن اليهود في بداية القرن العشرين حصلوا على نتائج متدنية في اختبارات الذكاء ولكن جان راشتون إضافة إلى جريجوري كوكران وأيضاً هاردي وهنري هاربيندينج احتجوا على ذلك واعتبروا أن هذا تزوير في عمل الدراسات وأن الاختبار المبدئي أيضًا ساعد اليهود في الحصول على مستوى عالي في اختبار الذكاء [96][97] .
رد موراي أن العوامل الاجتماعية الحضارية البحتة مثل هذه لا يمكن أن تفسر هذه الفجوة، لأن قياس هذه الفجوة على أي اختبار يعتمد على درجة حيادية هذا الاختبار ثقافياً. كمثال، يلاحظ موراي أن اختبار قراءة سلسلة من الأرقام العكسية هي أكثر حيادية ثقافيًا بكثير من قراءتها من الأمام، والفجوة بين البيض والسود أكبر ضعفين في الاختبار الأول من الثاني. وفقًا لموراي، لا يمكن للثقافة المجتمعية أو الحوافز أن تشجع بشكل منهجي وتزيد أداء السود في اختبار واحد بينما تقلل الأداء في الاختبار الثاني، في حين أن كلا الاختبارين قدمهما نفس الممتحن في نفس الوضع والظرف.[72]
أكد عالما النفس جوزف فاغان وسينثيا هولاندا عن طريق نظريتهم بأن الذكاء ليس اختبارات القدرة الفطرية ولكن هو شكل من أشكال المعرفة. ومن هذا المنطلق النظري والرؤية النظرية. تنبأ العلماء بأنه لو حدث تعرض مسبق لأنواع المعرفة التي وجدت تمامًا في اختبارات الذكاء (IQ) فلن تكون هناك إذًا مساواة بين الأمريكان ذو الأصل الأفريقي وبين ذوي البشرة البيضاء التي تمكننا من فهم الفروق والاختلافات في الأداء. ولقد قام العلماء باختبار هذه التنبؤات عن طريق توفير مجموعة مواضيع اختبارات الأمريكان الأفارقة بتعرض مسبق لأنواع المهام، ولوحظ في الأبحاث أنه ليس هناك اختلاف لاحق ظاهر وبيـّن في الأداء بين الأمريكان من الأصل الأفريقي وبين المتقدمين للاختبار من ذوي البشرة البيضاء .استنتج العالمان دالي وأونوغبين أن إثبات فاغان وهولاند بأن الاختلافات في المعرفة بين السود والبيض لبنود الذكاء يمكن أن تـُمحى عندما يتم توفير تكافؤ الفرص للتعرض إلى المعلومات لفحصها".

## دور محو الأمية
ربط عالم النفس ديفيد ماركس اختبارات قوة الذكاء مع اختبارات القراءة والكتابة (محوالأمية) التي أجريت على نفس المجموعات وأثبتت وجود علاقة من .96 و 0.997 وعبر ديفيد عن النتيجة بقوله أنها لخصت أساسيات الدراسة هنا على النحو التالي: بأنه يمكن أن يكون هناك شك بأن مقياس محو الأمية (القراءة والكتابة) هو اختبار قوة المؤهلات المترابطة بشدة في العقل البشري..وقال ديفيد مؤكدًا بأن التفاوتات العقلية الوطنية العظيمة ارتبطت مباشرة بمعدلات ثقافة القراءة والكتابة.. أي معدلات محو الأمية.

## الجدل الوراثي
ذكرت جمعية الانثربولوجيا الأمريكية في عام 1994 أن الذكاء لا يتحدد عن طريق العِرق. جمعية علم النفس الأمريكية ذكرت في عام 1994 أن هناك القليل من الأدلة لدعم التفسيرات البيئية، وبالتأكيد لا يوجد أي دعم للتفسيرات الوراثية لذلك نجهل اليوم سبب الفجوة في معدل الذكاء بين البيض والسود. فمن المعروف جداً أن الذكاء صفة موروثة بالنسبة للأفراد، وكذلك العديد من الأنواع المختلفة من الإعاقات العقلية الناجمة وراثياً أصبحت معروفة. إلا أن العلاقات الممكنة بين الاختلافات الجينية في الذكاء ضمن المعدل الطبيعي لم تـُـثبَـت. وتهدف الأبحاث الجارية إلى فهم مساهمة أو دور الجينات في الفروق الفردية في الذكاء. ولا يزال مجهولًا وغير معروف إن كان هناك دورًا وراثيًا يسهم في التفاوت العنصري أو العرقي في نتائج اختبارات الذكاء.

## العِرق وعلم الوراثة
لقد مكّن فكُّ شفرة المجين الوراثي العلماءَ من البحث عن أجزاء للمجين قد تساهم في القدرات الإدراكية. ولكن يشير عالم الوراثة آلن ر. تمبلتون إلى أن التركيز العام على "العرق" والإصرار العام على صياغة السؤال في مجال الوراثة بدلًا من التركيز على السكان المعروفين بالتواتر الجيني أو بالقرب الجغرافي جعل من هذا السؤال سؤالًا محيرًا.[105] ويشير تمبلتون إلى أنّ الجماعات العرقية لا تمثل الأنواع الفرعية ولا السلالات التطورية المتميزة، وبالتالي فإنه لا أساس لخلق ادعاءات حول الذكاء العام للأعراق. ويرى أيضًا أن صياغة السؤال في مجال الوراثة غير مجدٍ وذلك لأن الوراثة "حسب التعريف لا تنطبق على اختلافات الأنماط الظاهرية بين السكان" ولذلك " فهي لا تمت بأي صلة لمسألة التمايز الوراثي لأي سمة، بما في ذلك الذكاء بين التجمعات البشرية. ويقول تمبلتون بأن الطريقة الوحيدة لوضع دراسة عن دور المساهمة الوراثية في الذكاء هي في إيجاد الترابط بين درجتي الأصل الجغرافي والقدرات الإدراكية أو المعرفية. ويذكر تمبلتون أن هذا قد يتطلب تجربة "الحديقة المشتركة" المندلية حيث تتعرض العينات مع التراكيب المهجنة المختلفة لنفس التأثيرات البيئية، وعندما نُفذت هذه التجربة، لم تَظهر علاقة ذات أهمية بين الإدراك ودرجة السلالات الأفريقية أو الأوروبية. [105]
الذكاء هو صفة جينية. وهذا يعني أن الذكاء هو تحت تأثير العديد من الجينات، وربما عدة آلاف. ويعتقد أن تأثير معظم التغيرات الجينية الفردية على معلومات الذكاء تكون صغيرة جدا، أقل بكثير من 1٪ من التباين. وقد أسفرت الدراسات الحالية باستخدام مواضع السمات الكمية عن نجاح يذكر في البحث عن الجينات التي تؤثر على الذكاء. روبرت بلامين كان واثقاً من أن مواقع الخصال الكمية المسؤولة عن التباين في درجات معدل الذكاء موجودة، ولكن نظرا لصغر حجم تأثيرها، سوف تكون هناك حاجة إلى أدوات أكثر قوة من التحليل للكشف عليها. وهناك آخرون يؤكدون أنه لا يوجد إجابات مفيدة يمكن أن تُتَوقع من هذه البحوث بشكل معقول قبل فهم العلاقة بين الحمض النووي والظواهر البشرية.
ذَكـَر مقال في مراجعة الأدب عام 2005 بشأن الروابط بين العِرق والذكاء، علم النفس الأمريكي، أنه لا توجد أيّة صلة أو عامل يربط الوراثة بالذكاء، «محاولات إثبات وجود صلة وراثية مقنعة تربط العِرق بالذكاء ليست مجدية في هذا الوقت» لقد تم اقتراح العديد من الجينات المرشحة على أن يكون لها علاقة بالذكاء. ومع ذلك، فشلت مراجعة الجينات المرشحة للذكاء والتي نشرت في ديري، جونسون وهوليان (2009) للعثور على دليل على وجود ارتباط بين هذه الجينات والذكاء العام، قائلاّ: «لا توجد تقريباً أيّة أدلة منسوخة فيما يتعلق بالجينات الفردية، والتي تتضمن متغيرات والتي تسهم في اختلاف الذكاء».
خلصت مراجعة عام 2012 في علم النفس الأمريكي إلى أنه «لا يوجد تقريباً أي تعدد في الأشكال الجينية التي تم اكتشافها من شأنه أن يرتبط بشكل مستمر بتغيّر معدل الذكاء في المعدل الطبيعي».
التوريث داخل وبين الجماعات
يتم تعريف التوريث بأنه نسبة تباين تُعزى إلى الاختلافات الوراثية في سمة ملحوظة من إجمالي التباين لصفات يمكن ملاحظتها، والتوريث من سمة يصف نسبة التباين في الصفات التي تُعزى إلى العوامل الوراثية في عدد السكان خاصة، التوريث ليس النسبة للصفة الجينية ولا تصف ما هو الدور -إن وُجد- الذي تلعبه الجينات في إنتاج الصفة نفسها، يشير التوريث من 1 بأن الاختلاف يُربط بالكامل مع الاختلاف الجيني وأن التوريث من 0 يُشير بأنه لا يوجد ارتباط بين الصفات والجينات على الإطلاق، هناك اتفاق واسع على أن التفاوت الفردي في الذكاء ليس وراثيًا بالكامل كما أنه ليس بيئيًا بالكامل، ولكن هناك اتفاق بسيط على المساهمة النسبية للجينات والبيئة على الذكاء الفردي.
لقد قيل ان الذكاء صفة وراثية بين السكان، ويُعزى التفاوت بنسبة 30-50٪ في نتائج اختبار الذكاء في الطفولة المبكرة إلى كونها صفة ترجع إلى عوامل وراثية وذلك وفقاً لتحليل التعداد السكاني الأمريكي، كما ترتفع تلك النسبة إلى 75-80٪ في سن المراهقة المتأخرة. التوريث لا يجزم بما إذا كانت الصفة جينية (وراثية) أو غير قابلة للتغير، فعلى الرغم من أن تأثير العوامل البيئية على جميع أعضاء المجموعة وبشكل متساوٍ لن يُقاس بالتوريث (انظر إلى الشكل) أيضاً مدى توارث الصفة قد يتغير مع الوقت لاستجابة مع التغيرات التي تطرأ على التصنيفات الجينية والعوامل البيئية. كما أن ذلك لا يعني أن التوريث دائماً ما يحدد وراثياً، ولكن يمكن أن يكون بسبب وجود فوارق بيئية تؤثر فقط على مجموعة معينة محددة وراثياً (التوريث غير المباشرة).
أشار جنسن وراشتون إلى إمكانية وجود عوامل بيئية (العناصر اكس)، وهذه العوامل لم تُقاس بالتوريث، فهي لابد أن تمتلك الخصائص التي لا تؤثر على العرق الأبيض، بينما تؤثر على العرق الأسود على حد سواء، إلاَّ أنَّ علماء الوراثة لم يجدوا دلالات واضحة ولا إحصائيات على وجود هذا التأثير.[14][112في الولايات المتحدة الأمريكية
ويشير ديكنز وفلين أن التفسير التقليدي يُغفل دور التواصل (التغذية الراجعة) بين العوامل، كالأشخاص الذين لديهم نسبة منخفضة في معدل الذكاء بسبب وراثي، أو بيئي، فهم يسعون دائماً لإيجاد بيئات محفزة تؤثر عليهم، وترفع من معدل ذكائهم سريعاً ولكن بشكل تدريجي، مما يعني في طريقتهم البديلة هذه، أن مسألة التوريث لا تشكل إلا جزءاً بسيطاً من المؤثرات المباشرة على العرق في نسبة معدل الذكاء.
واستنتج نيبست وآخرون في مراجعة عام 2012 أن دور الوراثة على معدل الذكاء يختلف باختلاف الطبقات الاجتماعية، في حين أن نسبة التوريث تكون أعلى في السكان ذوي الوضع الاقتصادي والاجتماعي المتدني، لذا تم اعتبار هذه النتائج كمقترح على أن الأطفال الذين ترعرعوا في فقر لا يحصلون على فرصة لتطوير إمكانياتهم الوراثية الكاملة.

## فرضية سبيرمان
المقال الأصلي: فرضية سبيرمان
تنص فرضية سبيرمان على أنّ حجم الاختلاف في اختبارات القدرات المعرفية بين البيض والسود يعود بشكل أساسي - وإلى حدٍ كبير - إلى المدى الذي يقيس به اختبار من اختبارات القدرات العقلية العامة أو (g). تُناقش الفرضية التي طرحها لأول مرةٍ - بشكل رسمي- آرثر جنسن في الثمانينيات استناداً إلى شُروح سبيرمان الأوليّة حول الموضوع، بأنّ الاختلاف في القُدرات العقلية العامة (g) هو المصدر الرئيسي أو الوحيد للفُروق بين البيض والسود التي تم رصدها في العديد من الدراسات المُتعلقة بالعِرق والذّكاء.
وقد أكّدت الدراسات فرضية سبيرمان على أنّ الاختلافات في مُعدَّل الذكاء العرقي بين البيض والسود تتوافق في الغالب مع فرضية سبيرمان [115][ بحاجة لمصدر غير أساسي]. وقد انتقد بعض الباحثين هذه النتائج؛ حيثُ يرى هانت، وكارلسون أنّ فرضية سبيرمان هي مُجرَّد واحدة من العديد من النماذج التي يُمكن أن تُفسِّر التوزيعات الملحوظة في درجات الاختبار [23]
دراسات التبنّي:
تم إجراء عدد من الدراسات حول أثر ظُروف التنشئة المُتشابهة ، على أطفالٍ من أعراق مختلفة ، حيث قام مركز مينيسوتا لدراسات التبني بين الأعراق (1976 م) بإجراء دراسة حول مُعدلات ذكاء 122 طفلاً تمّ تبنيهم ، و 143 طفلا لم يتم تبنيهم (نشأوا في ظل عائلات بيضاء ميسورة)، وتمت إعادة الدراسة بعد 10 سنوات على نفس الأطفال . [116] وقد جاءت النتائج على النحو الآتي : يتمتع الأطفال البيض بمعدل ذكاء أعلى ، مُقارنة بالأطفال السود في كل من السابعة والسابعة عشر من العُمر. [116]
وفي ثلاث دراسات أخرى - وعلى عكس الدراسة التي قام بها مركز مينيسوتا لدراسات التبني بين الأعراق - لم يجد الباحثون أيّ فُروق تُفضي بأن مُعدَّل الذكاء عند الأطفال البيض أعلى من نُظرائهم السود . وعلى نقيض دراسة مينيسوتا لم تُعِد الدراسات المذكورة اختبار معدل ذكاء الأطفال بعد البلوغ حيث يلعب عامل الوراثة دوراً في رفع مُعدل الذكاء. [11]
في دراسة لموور (1986 م)، قارن الباحث بين الأطفال من العرق الأسود والمُختلط الذين تم تبنيهم من قبل عائلات بيضاء أو سوداء من الطبقة المتوسطة في الولايات المتَحدة ، ولاحظ موور أنّ 23 من هؤلاء الأطفال الذين تبنّتهم عائلات بيضاء ، لديهم معدل ذكاء أعلى من 23 من نُظرائهم الذين تم تبنيهم من قبل عائلات سوداء (بمُعدل 117 مُقابل 104)، ووضّح بأن الاختلاف في النتائج يرجع لاختلاف ظروف التنشئة الاجتماعية.
أجرى إيفيرث (1961 م) دراسة على أطفال بيض وسود غير شرعيين (لجُنود كانوا يخدمون في ألمانيا بعد الحرب العالمية الثانية) تمت تنشئتهم على أيدي أمهات ألمانيات من العرق الأبيض ، ولم يجد أي فُروق ذات دلالة تُذكر . كما قام تيزارد وآخرون (1972 م) بإجراء دراسة على أطفال سود (أفارقة ومن الهند الغربية)، وأطفال من العرق الأبيض ، وأطفال مُختلطين نشأوا في حضانات بريطانية داخلية لفترة طويلة ، ولم تُسجل أيّ فروق ذات دلالة في ثلاثة من أربعة اختبارات ، وسجل واحد من الاختبارات نتائج أعلى لصالح الأطفال من غير البيض. [121]
أظهرت الدراسات - دومًا - ارتفاع معدل ذكاء الأطفال الكوريين (الذين تبنتهم عائلات أوروبية)، مقارنة مع معدل ذكاء الأوربيين ،[11] [122] [123] كما أظهرت دراسة فريدمان ولين (1989 م) أن متوسط الذكاء لدى الأطفال الكوريين الذين تبنتهم عائلات بلجيكية هو 119 , وبعد معادلة هذه النتائج بتأثير فلين (الكاتب جيمس آر فلين), ظل معدل ذكاء الأطفال الكوريّين أعلى من الأطفال البلجيكيين بعشر نقاط . [11] [122] [123] ويزعم كل من لينن ورشتون بأن مجموعة بيانات ستامز (2000) أظهرت أن معدل ذكاء الأطفال الكوريّون الذين تبنتهم عائلات هولندية هو 115. [122] [124] [125]
يتماشى معدل الذكاء العالي للكوريين المتبنيين ، مع معدل الذكاء العالي للأطفال في كوريا الجنوبية ، مقارنة مع الدول الغربية .

## دراسات التمازج العرقي
العديد من الناس لهم أصول من مناطق جغرافية مختلفة، فعلى سبيل المثال لدى الأمريكيين الأفارقة عادةً أجداد من أفريقيا وأوروبا بمتوسط 20% من موروثهم الجيني من أجدادهم الأوروبين،[127] وبافتراض أن فجوة معدل الذكاء لها جزئياً أساس وراثي فإن متوسط معدل ذكاء السود الذين لهم أصول أوروبية على مستوى أعلى يجب أن يكون أعلى، لأن الجينات الموروثة من الأجداد الأوروبين على الأرجح تشمل بعضًا من الجينات ذات التأثير الإيجابي على معدل الذكاء.[128]
قارن جنكينز وويتي (1936) مجموعة مكونة من 63 من الطلاب السود معدل ذكاؤهم جميعاً 125 فما فوق كما قارن مستوى أصلهم الأبيض إلى عينة هيرسكوفيتس الوطنية من السود (1930) واستنتجوا أنه لا يوجد فرق كبير في مستوى الأصل الأبيض بين عينتهم من الطلاب الموهوبين وعينة هيرسكوفيتس الوطنية (1930). [129][130]
تعرضت هذه الدراسة لبعض الانتقادات ؛ لأن العينة الضابطة لهيرسكوفيتز (1930 م) لم تعتبر ممثلة ، أو معتمدة ، إذ أن 50 % من عينة هيرسكوفيتز (1930 م) من طلاب جامعة هاورد المتوقع أن يصبحوا حرفيين ناجحين في مهنهم ، وعلى درجة اجتماعية واقتصادية أعلى من المتوسط . [131]
وقد حصل الأفراد ذوي البشرة السوداء في العينة الضابطة لهيرسكوفيتز (1930 م)، وفي عينة اختبار لويتي وجنكينز (1936 م) على نسبة أعلى من نسبة الأفراد ذوي الأصول البيضاء (تقريباً 30 %) من المتوسط الوطني .[132]
يتغير معدل تكرار فصائل الدم المختلفة مع تغير الأصول . إن العلاقة بين درجة فصائل الدم الأوروبية ومعدل الذكاء تتراوح ما بين 0.05 - 0.38، وقد جاء ذلك في دراستين من عام 1973 م وعام 1977 م . وقد كتب العالم نيسبت بأن واحدة من المشاكل التي تعترض هذه الدراسة أن جينات الدم الأبيض ترتبط بضعف مع مثيلاتها لدى أصحاب البشرة السوداء ؛ وذللك فهي ليست طريقة فعالة ، أو معتمدة لتقدير الأصول (أو لدراسات الأصول البشرية).[133] كما ناقش ت. إدوارد ريد ، خبير في فصائل الدم ، المنهجية المستخدمة في هذه الدراسات قائلاً : إن استخدام هذه الطريقة لا يمكن أن يكشف عن أي اختلافات ، بغض النظر عن مدى صحة الفرضية الوراثية .[134]
وقد اقترح بعض الكتاب بأن تكون الدراسات الجديدة لعلاقة الوراثة ونسبة الذكاء ، يجب أن تكون منفذة بواسطة استخدام التقديرات الوراثية الحديثة المرتكزة على الحمض النووي ، والتي من شأنها أن توفر مقاييس أكثر فاعلية للأصول من المقاييس المعتمدة على لون الجلد أو فصائل الدم. [37][135]
مقياس زمن الأحداث العقلية (الذهنية)
مقياس زمن الأحداث العقلية (الذهنية) يقيس الوقت المنقضي بين إظهار الحافز الحسي وردة الفعل السلوكية التابعة له من المشارك، ويعتبر وقت ردة الفعل هذا (يسمى ى اختصاراً R كمقياس للسرعة والفعالية التي يعالج بها الدماغ المعلومات.[136] كما أن النتائج في أغلب أنواع عمليات ردات الفعل تميل إلى الأرتباط بنتائج اختبارات نسبة الذكاء وأيضا ال g، ولم توجد علاقة بين ردة الفعل وأي من عوامل القياسات العقلية المستقلة للقدرة العقلية العامة [136] حيث أن قوة الأرتباط مع نسبة الذكاء تختلف من اختبار ردة الفعل لآخر ، ولكن هانز آيزنك أعطى 0,40 كعلامة نموذجية للترابط المثالي في ظل الظروف الملائمة.[137] أما بالنسبة لجينسين فيرى أن اختلاف ردات الفعل بين الأفراد يعود إلى العنصر الوراثي الأساسي للشخص وأن التوريث ينتج أداء أعلى في الأختبارات التي تترابط بقوة أكبر مع نسبة الذكاء.[112] ولكن نيسبيت أحتج على ذلك بقوله إن بعض الدراسات وجدت ترابطات أقرب إلى 0,2 وإن ذلك الترابط ليس له وجود بشكل دائم [138].
أظهرت دراساتٌ متعددةٌ فروقاتٍ بين الأعراق والسلالات فيما يتعلقُ بمتوسط زمن ردةِ الفعل. كشفت هذه الدراسات وبشكل عام، أن رداتِ الفعل عند الأطفال السود والآسيويين والبيض تتزامن مع نتائج معدل الذكاء. جادل كلٌّ من راشتون وجنسن بأن زمن ردةِ الفعل مستقل تماماً عن الثقافة، وبأن وجودَ فروقاتٍ عرقيةٍ فيما يتعلق بمعدل زمن ردات الفعل، ما هو إلا دليلٌ على أن سببَ الفجوة في نتائج معدلاتِ الذكاء هو وراثيٌ جزئياً وليس ثقافياً بالكامل .
وقد تجاوب نيسبت مع هذه الفرضية في (الذكاء وكيف تحصله) فأشار إلى دراسة جنسن ووانق (1993) حيث كانت ردة فعل الأمريكيين من أصلٍ صيني أطولَ من الأمريكيين من أصلٍ أوروبي رغم أنهم حققوا معدلاتِ ذكاءٍ أعلى. أشار نيسبت أيضا إلى نتائج فلين (1991) وديري (2001) التي تقترح أن زمن التحرك (مقياس المدة التي يتطلبها الشخص ليحركَ إصبعه بعد أن يضع قراراً بذلك) يترابط مع معدل الذكاء كما يكون مع زمن ردة الفعل، وأن معدلَ زمن التحرك عند السود أسرعَ من البيض.
حجم الدماغ
كتب «هاري جرجرن» أن هناك اختلافات عرقية حقيقة في حجم الدماغ، حيث تم تعريف الأجناس اجتماعيًا بدلاً من التعريف الوراثي، لكن من الصعب معرفة ماذا يمكن أن تُحدث تلك الاختلافات ضمن كل عرق أو جنس أو عمر معين العرق، (كلمة عمر معين العرق لا تتناسب مع مابعدها) فإن حجم الدماغ يعادل تقريبا 0.4 من ارتباطه بمعدل الذكاء.
كتب أيضا: أنه بسبب السياسة فإنه من الصعب مناقشة مثل هذه المواضيع في المحافل العلمية.
فيما أشار «ايرل هانت» إلى أنه في بعض الحالات وجد أن هناك علاقة بمعدل .35 مع حصيلة الذكاء والعبقرية المنتشرة بين الأفراد البيض ترجع غالبًا لأسباب وراثية. ويعد الاختلاف النسبي في حجم الدماغ عامل مهم في معرفة نسبة الذكاء وارتباطها بسد ثغرات معدل الذكاء. وبما أن الحصول على صور دماغية مكلفة فإن معظم الأبحاث تعتمد على المعلومات الخاصة بحجم الرأس الخارجي للإنسان وتقيس عليه حجم الدماغ المتوقع ولذلك إن المعلومات غالبًا ما تكون غير موثوقة لأنها تعتمد على الحجم الخارجي فقط. وذكر «هانت» بأن بيانات حجم رأس راشتون من شأنها خلق اختلافات حسابية بمعدل .09 انحراف معياري بين البيض والسود في اختبارات تحديد مستوى الذكاء فقط، جزء من 1.0 معيار انحرافي هو متوسط الفجوة في حصيلة الدرجات التي يمكن ملاحظتها.
كتب كل من هانت وكارلسون إنه فيما لو كانت هناك علاقة بين العرق والوراثة وحجم الدماغ ومعدل الذكاء فإنها لا تزال مجهولة في الوقت الحاضر، ومع ذلك فهم يقولون أنه يوجد مجال منطقي ومعقول للدراسة. تلخص فرضية راشتون بأن الفجوة في معدل الذكاء بين السود والبيض ويمكن تفسيره بأن متوسط حجم الدماغ أكبر بين البيض، يقولون بأن هذه النظرية تظهر تأثير آلية بيولوجية معروفة على الذكاء مما يمكن أن يساعد في توضيح فوارق معدل الذكاء بين الأعراق، ومناقشة أفكار كهذه من المرجح أن تكون غنية بالمعلومات أكثر من كونها جدل حول إحصاءات وراثية.

## السياسة العامة والذكاء
ناقش جنسن وراشتون أن الوجود البيولوجي للجماعات المختلفة لم يلغَ، ولكن يثير بعض التساؤلات حول جدوى بعض السياسات مثل الأفعال الإيجابية وإيجاد مكافآت في الاختلاف. أيضًا ناقشا أهمية تعليم الناس عدم قولبة الأفراد في صور نمطية تعتمد على الاختلافات العرقية، لأهمية تداخل الناس مع مستويات ذكاء مختلفة وأجناس مختلفة[11]
وجهة نظر اختصاصي البيئة ناقشت زيادة التداخل وإغلاق الفجوات.[حاجة لاقتباس] ناقش نسبيت أن المدارس بإمكانها أن تقوم بتطورات عظيمة وأن العديد من التداخلات في مختلف المراحل العمرية ممكنة.[145] فلين، رأى أهمية الثقافة الفرعية التي يمثلها السود، كتب أن «على أمريكا أن تعالج كل الجوانب السلبية لتجربة السود، والبداية تكون بتجديد مدارسهم وأحيائهم داخل المدن. إيجاد مكاتب شرطة ومعلمين في كل حي سوف تكون بداية جيدة». [71] الباحثون من كلا الجانبين اتفقوا على أن التدخل يحتاج إلى بحث أفضل.[4][138]
خصوصًا في الدول النامية، تم حث المجتمعات على الحصول على الوقاية من الإعاقة الإدراكية لدى الأطفال باعتبارها أولوية قصوى. الأمراض التي من الممكن إيقافها تشمل سوء التغذية ، الأمراض المعدية مثل التهاب السحايا، الطفيليات، والملاريا الدماغية. وتعرض الأطفال في الرحم للمخدرات والكحول، واختناق حديثي الولادة ونقص وزن المواليد وإصابات الرأس واضطرابات الإفرازات الداخلية.

## الملاحظات
1. ↑  وهو الذي اقترح وضع IQ لتسجيل نتائج اختبار الذكاء
2. ↑  مع التركيز في معظم الفصول بشدة على السكان البيض في الولايات المتحدة
3. ↑  معظمهم من علماء النفس
4. ↑  معارض
5. ↑  مؤيدان
6. ↑  مثل النازية أو داروينية اجتماعية
7. ↑  بما في ذلك اكتشاف تأثير فلين

## روابط خارجية
- June 2005 issue of Psychology, Public Policy and Law, containing papers arguing various perspectives about race and intelligence.
- Debate between James Flynn and Charles Murray about whether the black/white IQ gap is shrinking or staying the same – November 2006.
- Race and Intelligence: Science's last taboo, a TV documentary made by the UK's القناة الرابعة البريطانية public television station, featuring صوماليون-British journalist راجح عمر - October 2009.